# Бурде
Бурде (фр. Bourdet) насеље је и општина у западној Француској у региону Поату-Шарант, у департману Де Севр која припада префектури Ниор.
По подацима из 2011. године у општини је живело 548 становника, а густина насељености је износила 66,02 становника/km². Општина се простире на површини од 8,3 km². Налази се на средњој надморској висини од 17 метара (максималној 26 m, а минималној 6 m).

## Демографија
| 1962. | 1968. | 1975. | 1982. | 1990. | 1999. | 2011. |
| ----- | ----- | ----- | ----- | ----- | ----- | ----- |
| 360   | 396   | 366   | 322   | 369   | 367   | 548   |

График промене броја становника у току последњих година